# 양추아노사우루스
양추아노사우루스는 쥐라기 중기에서 후기까지 지금의 중화인민공화국 지방에 서식했던 수각류 공룡으로, 북아메리카의 알로사우루스와 크기와 생김새가 흡사하다. 학명은 최초 발굴지인 중국 사천성(四川省) 지명에서 유래되었다. 1970년대 댐 공사현장에서 발굴된 것을 시작으로, 보존상태가 좋은 화석들이 다수 발견되었다. 전체 몸 길이는 약 8m정도이다. 10.8미터 이상인 것도 있다.